# 吉田惠里香
吉田惠里香（1987年11月21日—）是日本女性編劇、小說家，出身自神奈川縣。作品範疇包括電影、電視劇、動畫、舞台劇等等。

## 編劇作品

### 電視劇
- 平安夜之戀（日本電視台，2013年12月24日）
- 男水！（日本電視台，2017年1月22日－3月12日）
- 花過天晴～花樣男子 Next Season～（TBS，2018年4月17日－6月26日）
- Heaven? 天國餐館（TBS，2019年7月9日－9月10日）
- 青櫻 防衛大學物語（MBS，2019年）
- DASADA（日本電視台，2020年1月16日－3月19日）
- 如果30歲還是處男，似乎就能成為魔法師（東京電視台，2020年10月9日－12月25日）
- 聲春！（日本電視台，2021年4月29日－7月1日）
- 不能相愛的兩個人（NHK綜合，2022年1月10日－3月21日）
- DOUBLE（WOWOW，2022年6月4日－8月6日）
- 為你綻放的花（TBS，2022年10月18日－12月20日）
- 生理期大叔和他女兒（NHK，2023年3月24日）
- 如虎添翼（NHK，2024年－）

### 網絡劇
- 被關注的話就完蛋了（AbemaTV，2019年10月27日－12月15日）
- 黑色灰姑娘（ABEMA，2021年4月22日－6月10日）
- 惡魔拉法頌（Hulu，2021年4月20日－7月5日）

### 電視動畫
- TIGER & BUNNY（2011年）
- 魯邦三世 PART4（2015年）
- TRICKSTER -來自江戶川亂步《少年偵探團》-（2016年，系列構成）
- 刀劍亂舞 -花丸-（2016年，第1季）
- Double Decker！刑事雙雄（2018年）
- 南無阿彌陀佛！-蓮台 UTENA-（2019年，系列構成）
- 神之塔（2020年，系列構成）
- 孤獨搖滾！（2022年，系列構成）
- 神之塔 王子的歸還 / 工房戰（2024年，系列構成）
- 前橋魔女（2025年，系列構成）

### 電影
- 腦漿炸裂少女（2015年7月25日）
- 女主角失格（2015年9月19日）
- 戀愛與謊言（2017年10月18日）
- 甜心大叔（2018年2月24日）
- 老師君主（2018年8月1日）
- 仙蹤樂園（2018年10月26日）
- ×××HOLiC（2022年4月29日）
- 童年玩伴的他（2023年5月12日）

### 動畫電影
- 交錯的想念（2020年9月18日）

## 外部連結
- 經紀公司個人資料頁面（日語）
- 吉田惠里香的X（前Twitter）（日語）